# Jon Ekerold
Jonathan "Jon" Ekerold (8 de octubre de 1946, Johannesburgo, Sudáfrica) es un expiloto de motociclismo sudafricano, ha sido campeón del mundo de 350cc en 1980 con una Bimota-Yamaha.
Nacido en Johannesburgo, Sudáfrica, Ekerold es uno de los pocos corredores en la era moderna que ha ganado un campeonato del mundo como un piloto privado sin el beneficio del apoyo de un fabricante de motocicletas cuando derrotó al equipo Kawasaki en el que competía Anton Mang en el campeonato del mundo de 350cc de 1980. Ekerold montaba un motor de auto-modificado Yamaha TZ350 en un chasis Bimota durante su temporada de campeonato. También ganó el Gran Premio del Úlster vez y terminó segundo en el TT de la Isla de Man dos veces.

## Resultados en el Campeonato del Mundo
Sistema de puntuación desde 1969 hasta 1987:
| Posición | 1.º | 2.º | 3.º | 4.º | 5.º | 6.º | 7.º | 8.º | 9.º | 10.º |
| Puntos   | 15  | 12  | 10  | 8   | 6   | 5   | 4   | 3   | 2   | 1    |

### Carreras por año
(Carreras en negrita indica pole position, carreras en cursiva indica vuelta rápida)
| Año  | Cat.  | Equipo        | 1       | 2       | 3       | 4       | 5       | 6       | 7      | 8       | 9      | 10      | 11      | 12      | 13    | Pts. | Pos. | Vic |
| ---- | ----- | ------------- | ------- | ------- | ------- | ------- | ------- | ------- | ------ | ------- | ------ | ------- | ------- | ------- | ----- | ---- | ---- | --- |
| 1975 | 350cc | Yamaha        | FRA -   | ESP -   | AUT 2   | GER -   | NAT -   | IOM -   | NED 10 | FIN -   | CZE -  | YUG -   |         |         |       | 13   | 16.º | 0   |
| 1976 | 250cc | Yamaha        | FRA DNQ |         | NAT -   | YUG -   | IOM Ret | NED 12  | BEL -  | SWE 11  | FIN 14 | CZE -   | GER 3   | ESP -   |       | 10   | 15.º | 0   |
| 1976 | 350cc | Yamaha        | FRA DNQ | AUT -   | NAT -   | YUG -   | IOM Ret | NED -   |        |         | FIN 7  | CZE -   | GER -   | ESP -   |       | 4    | 30.º | 0   |
| 1976 | 500cc | Yamaha        | FRA -   | AUT -   | NAT -   |         | IOM 6   | NED -   | BEL -  | SWE -   | FIN -  | CZE -   | GER -   |         |       | 5    | 29.º | 0   |
| 1977 | 250cc | Yamaha        | VEN -   | GER Ret | NAT 6   | ESP Ret | FRA 1   | YUG 8   | NED 7  | BEL 10  | SWE 3  | FIN 12  | CZE 7   | GBR Ret |       | 42   | 9.º  | 1   |
| 1977 | 350cc | Yamaha        | VEN -   | GER Ret | NAT DNQ | ESP 6   | FRA 2   | YUG 2   | NED 6  |         | SWE 4  | FIN 3   | CZE 9   | GBR Ret |       | 54   | 3.º  | 0   |
| 1978 | 250cc | Yamaha        | VEN -   | ESP 5   |         | FRA 4   | NAT Ret | NED Ret | BEL 11 | SWE 4   | FIN 10 | GBR Ret | GER 6   | CZE 5   | YUG 5 | 40   | 9.º  | 0   |
| 1978 | 350cc | Yamaha        | VEN -   |         | AUT 4   | FRA 3   | NAT Ret | NED 3   | BEL -  | SWE 4   | FIN 5  | GBR Ret | GER 4   | CZE 4   | YUG 5 | 64   | 4.º  | 0   |
| 1979 | 250cc | Yamaha        | VEN -   |         | GER 4   | NAT -   | ESP DNQ | YUG -   | NED -  | BEL -   | SWE -  | FIN -   | GBR Ret | CZE -   | FRA - | 8    | 22.º | 0   |
| 1979 | 350cc | Yamaha        | VEN 5   | AUT 2   | GER 1   | NAT Ret | ESP Ret | YUG -   | NED -  |         |        | FIN Ret | GBR 10  | CZE -   | FRA - | 34   | 8.º  | 1   |
| 1980 | 350cc | Bimota-Yamaha | NAT 6   | FRA 1   | NED 1   | GBR 2   | CZE 10  | GER 1   |        |         |        |         |         |         |       | 63   | 1.º  | 3   |
| 1981 | 350cc | Bimota-Yamaha | ARG 1   | AUT 3   | GER -   | NAT 1   | YUG 2   | NED -   | GBR -  | CZE -   |        |         |         |         |       | 52   | 2.º  | 2   |
| 1982 | 500cc | Cagiva        | ARG -   | AUT 12  | FRA 18  | ESP -   | NAT -   | NED Ret | BEL 16 | YUG Ret | GBR 13 | SWE -   | RSM Ret | GER 10  |       | 1    | 28.º | 0   |
| 1983 | 500cc | Cagiva        | RSA 17  | FRA 19  | NAT DNQ | GER DNQ | ESP -   | AUT -   | YUG -  | NED Ret | BEL -  | GBR -   | SWE -   | RSM 24  |       | 0    | -    | 0   |